# Bahnhof Küstrin-Kietz
Der Bahnhof Küstrin-Kietz ist ein Durchgangsbahnhof und ein ehemaliger Trennungsbahnhof (Abzweigbahnhof) in der Gemeinde Küstriner Vorland im brandenburgischen Landkreis Märkisch-Oderland. In ihm zweigte die Bahn nach Frankfurt (Oder) von der durchgehenden Preußischen Ostbahn ab. Er wurde 1877 als Betriebsbahnhof eröffnet und 1882 für den Personen- und Güterverkehr freigegeben. Nach dem Zweiten Weltkrieg wurde er zum Grenzbahnhof für den Verkehr nach Polen. Nach der Wende verlor der Bahnhof an Bedeutung. Der Verkehr auf der Strecke nach Frankfurt (Oder) wurde infolge der gesunkenen Transportleistungsnachfrage 1996 eingestellt. Die Anlagen des Bahnhofs wurden in der Folgezeit teilweise zurückgebaut. 2006 nahm die Deutsche Bahn AG ein elektronisches Stellwerk im Bahnhof Küstrin-Kietz in Betrieb, von dem aus unter anderem die von Berlin kommende Strecke ab Strausberg überwacht wird.

## Lage
Der Bahnhof befindet sich etwa 80 km östlich von Berlin am Streckenkilometer 80,990 der Ostbahn (gezählt vom nicht mehr existierenden alten Ostbahnhof in Berlin) und am Kilometer 0,0 der ehemaligen Strecke von Küstrin-Kietz nach Frankfurt (Oder) Er liegt im Ortskern von Küstrin-Kietz, einem Ortsteil der Gemeinde Küstriner Vorland und grenzt dort an die Karl-Marx-Straße. In Richtung Westen ist die nächste Betriebsstelle der vier Kilometer entfernte Bahnhof Gorgast. Nach Osten folgt auf noch deutschem Gebiet (westlich des Oder-Hauptstroms) der seit 1945 nicht mehr genutzte Bahnhof Küstrin-Altstadt und nach insgesamt etwa vier Kilometern der polnische Bahnhof Kostrzyn. Auf der Strecke nach Frankfurt war die nächste Betriebsstelle der Haltepunkt Neu Manschow, der nächste Bahnhof befand sich in Reitwein. Küstrin-Kietz liegt im Verkehrsverbund Berlin-Brandenburg (VBB).

## Bahnhofnamen im Laufe der Zeit
Der Bahnhof Küstrin-Kietz wurde in seiner Geschichte mehrfach umbenannt:
- Cüstrin-Lange Vorstadt (1879–1882)
- Kietz (1882–1904)
- Cüstrin-Kietz (1904–1929)
- Küstrin-Kietz (Personenverkehr: 1929–1952; Güterverkehr: 1929–1954)[4]
- Kietz (Personenverkehr: 1952–1991; Güterverkehr: 1954–1991)[4]
- Küstrin-Kietz (seit 1991)

## Geschichte

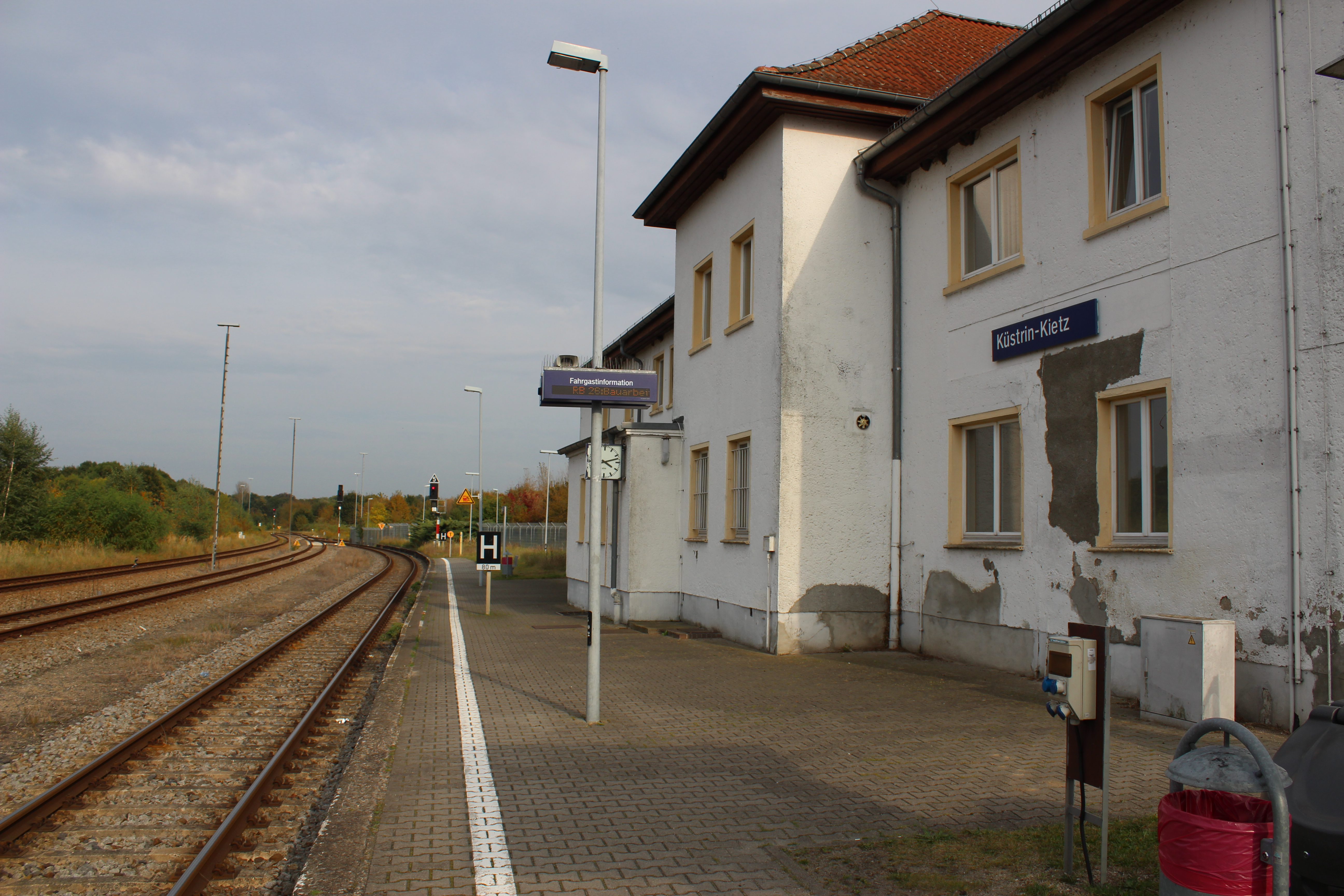
Empfangsgebäude und Bahnsteig (2017)

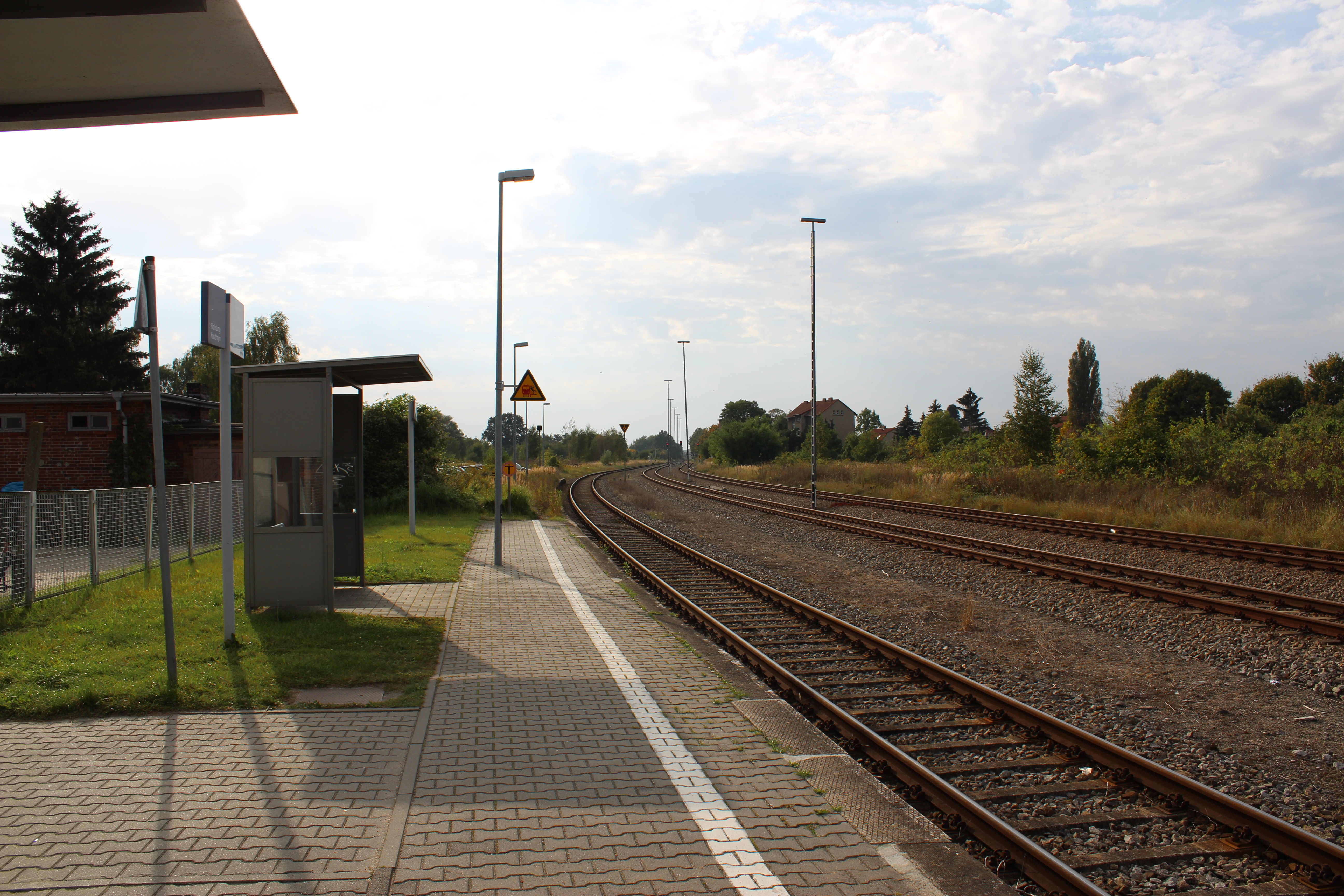
Bahnsteig (2017)

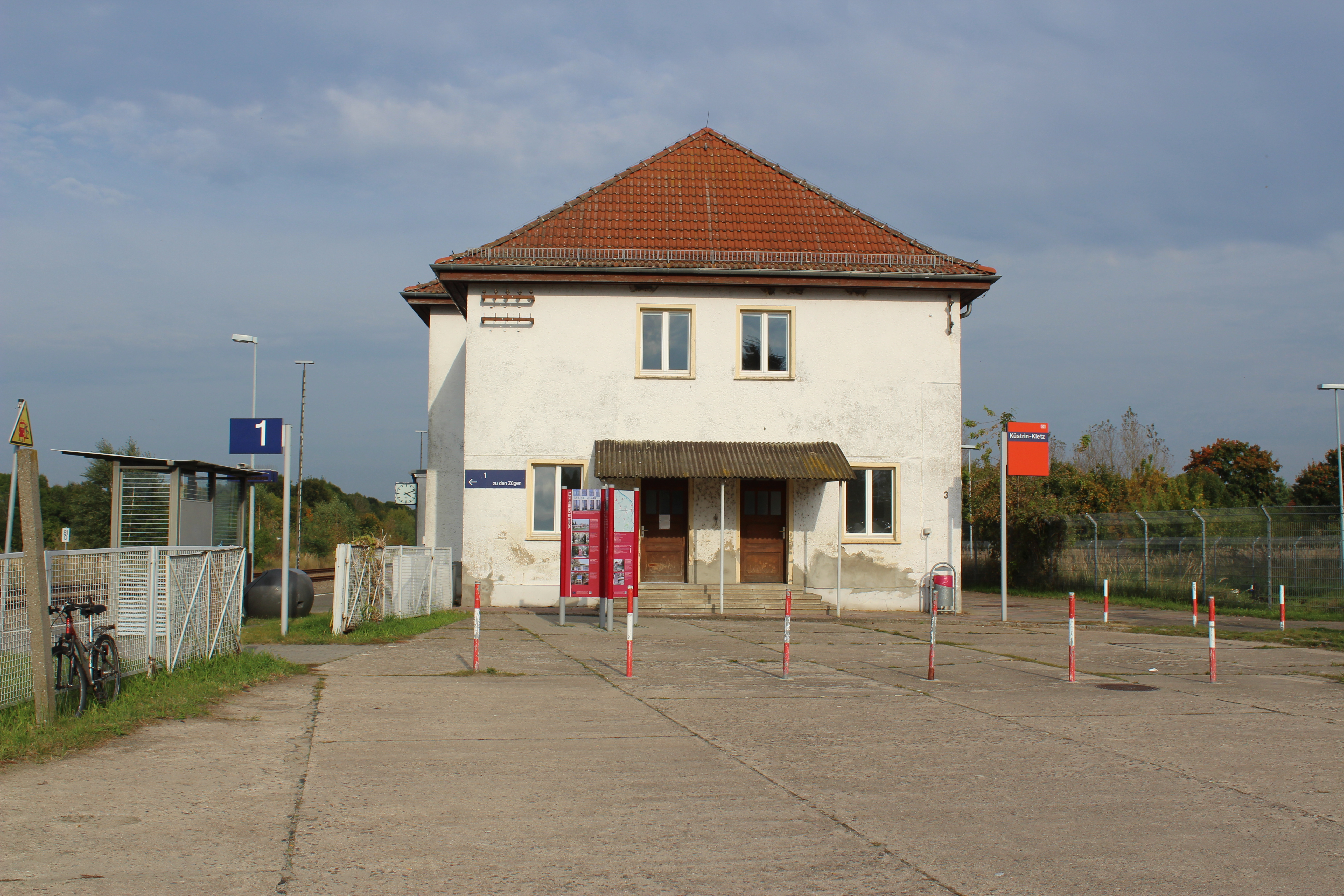
Empfangsgebäude (2017)

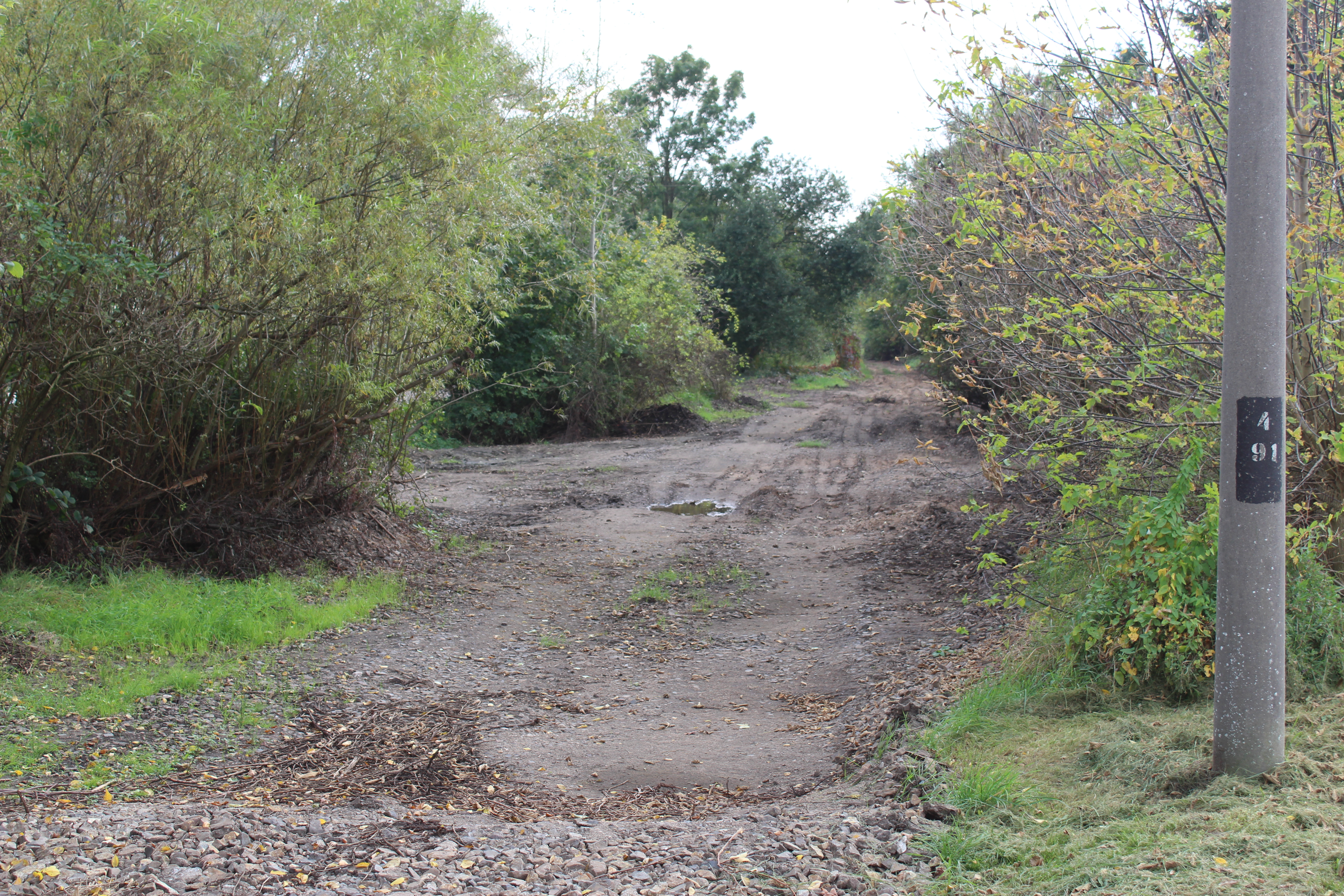
Frühere Einfahrt aus Frankfurt (2017)

Am 12. Oktober 1857 wurde durch die Kgl. Direction der Ostbahn zu Bromberg die Bahnstrecke von Frankfurt über Cüstrin nach Kreuz in Betrieb genommen. Damit war eine direkte Bahnverbindung von Berlin nach Königsberg entstanden. Zehn Jahre später, am 1. Oktober 1867 eröffnete die Direktion die direkte Verbindung Gusow über Strausberg nach Berlin, nachdem ein Jahr zuvor bereits der Abschnitt Cüstrin – Gusow in Betrieb ging. Der Bahnhof Cüstrin westlich der Oder lag etwa anderthalb Kilometer östlich der Streckentrennung. An der Abzweigstelle wurde zunächst noch kein Bahnhof eingerichtet.
Weil der Güterverkehr immer mehr zunahm und der Blockabstand zwischen den Bahnhöfen Cüstrin und Podelzig mit einer Länge von 12,2 Kilometer zu lang war, eröffnete man am 15. Mai 1879 zur Erhöhung der Durchlassfähigkeit den damals so bezeichneten Betriebsbahnhof Cüstrin-Lange Vorstadt. Vermutlich 1880, spätestens am 15. Oktober 1882, wurde der Bahnhof für den Personenverkehr freigegeben, in den Fahrplänen taucht er unter der Bezeichnung Kietz auf.
In ihrem Jahresbericht von 1895 kritisierte die Handelskammer Frankfurt (Oder) die verschiedenen Bahnhofsbezeichnungen Kietz, Cüstrin und Cüstrin Vorstadt, da diese öfter zu Fehlleitungen und Verzögerungen im Güterverkehr führten. Etwa zehn Jahre darauf erhielten die Bahnhöfe daher am 4. Juni 1904 die neuen Bezeichnungen Cüstrin-Kietz, Cüstrin Altstadt und Cüstrin Neustadt Hbf. Mit der Umbenennung der Stadt in Küstrin wurden die Bahnhofsnamen entsprechend angepasst. Da die Gleisanlagen in Küstrin Altstadt bald nicht mehr genügten, wurde der Bahnhof Küstrin-Kietz in den 1920er und 1930er Jahren erweitert.
Im Zweiten Weltkrieg wurde das Empfangsgebäude zerstört. Im März 1950 begann man mit dem Wiederaufbau des zerstörten Gebäudes, etwa zu dieser Zeit wurden auch einige Signale und Schranken erneuert. Die Strecke nach Frankfurt (Oder) war ab dem 6. Oktober 1950 wieder befahrbar. Für den durchgehenden Güterverkehr zwischen Berlin und Frankfurt (Oder) entstanden westlich des Bahnhofs zwei neue Verbindungskurven (Gleise 15 und 16), die die Ostbahn von Westen mit der Frankfurter Seite in beiden Richtungen verbanden. Zudem wurde zwischen 1952 und 1954 die Gleisanlagen um vier Übergabegleise auf der Frankfurter Seite erweitert. Zur Sicherung von Zugfahrten gingen zu dieser Zeit drei zusätzliche Stellwerke in Betrieb, die über Einheitsschlüsselwerke verfügten, die Hauptsignale und Weichen waren überwiegend ortsgestellt.
Durch die im Potsdamer Abkommen als deutsch-polnische Grenze festgelegte Oder-Neiße-Linie kam der größere Teil Küstrins als Kostrzyn zur Volksrepublik Polen. Küstrin-Kietz, ab 1952 nur noch Kietz, nahm seither Aufgaben als Grenzbahnhof für den Güterverkehr wahr, die eigentliche Grenzabfertigung fand jedoch im leistungsfähigeren Bahnhof Kostrzyn statt. Die Personenzüge auf deutscher Seite endeten hingegen in Küstrin-Kietz. Der dazwischen gelegene Bahnhof Küstrin Grenze diente seither nur noch als Betriebsbahnhof. Im Güterverkehr zwischen der Deutschen Demokratischen Republik und der Sowjetunion spielte der Bahnhof im Rahmen der Magistrale der Freundschaft eine wichtige Rolle. Die Bedeutung des Grenzbahnhofs spiegelte sich auch in der Anzahl der Beschäftigten wider: 1984 waren etwa 180 Eisenbahner in Kietz tätig, 1985 waren es – einschließlich technischer Dienststellen – 250 Mitarbeiter. Über die Grenze verkehrten in Höchstzeiten (Stand: 1971) täglich etwa 17 Züge, hinzu kamen drei Dienstpersonenzüge bei Schichtwechseln für Eisenbahner und Zoll.
Mit der Wende brach der Güterverkehr nach Polen schlagartig weg, 1991 sank die Zahl der grenzüberschreitenden Züge auf sieben. Im gleichen Jahr, am Jahrestag der Deutschen Wiedervereinigung, wurden die Gemeinde und der Bahnhof in Küstrin-Kietz zurückbenannt. Ab dem 30. Mai 1992 überquerten die ersten Personenzüge wieder die Grenze. Am 2. Juni 1996 stellte die Deutsche Bahn den Personenverkehr auf der Strecke nach Frankfurt (Oder) ein. Mit Wirkung vom 9. November 2000 genehmigte das Eisenbahn-Bundesamt die Stilllegung der Strecke. Sie wurde später abgebaut.
2006 wurde der Bahnhof erneut umgebaut und modernisiert. Für die Umstellung der mechanischen und elektromechanischen Stellwerke auf ein elektronisches Stellwerk (ESTW) wurde ein Großteil der Gleise abgebunden oder entfernt. Bei der Inbetriebnahme des ESTW am 4. November 2006 umfasste der Bahnhof noch drei Hauptgleise, davon eines mit Bahnsteigkante.

## Aufbau

### Gleise und Bahnsteige
Der Bahnhof hatte insgesamt drei Bahnsteiggleise. Gleis 1 auf der Berliner Seite und Gleis 21 auf der Frankfurter Seite hatten einen Hausbahnsteig am Empfangsgebäude, der Zwischenbahnsteig an Gleis 22 auf der Frankfurter Seite war schienengleich zu erreichen. Heute besitzt der Bahnhof Küstrin-Kietz einen Seitenbahnsteig, der etwa 224 Meter lang und 26 Zentimeter hoch ist, dessen Nutzlänge jedoch auf 100 Meter begrenzt wurde.
Die durchgehenden Hauptgleise auf der Berliner Seite sind die Gleise 2 und 3, Gleis 2 mündet in das Streckengleis nach Berlin, in Richtung Kostrzyn verläuft die Strecke zweigleisig über die Grenze. Nördlich davon waren mit den Gleisen 4 bis 9 sechs Aufstellgleise für Güterzüge vorhanden, Gleis 4 bis 6 waren nur von Westen her befahrbar. An der Frankfurter Seite waren südlich von Gleis 22 die Aufstellgleise 23 bis 26, die beidseitig angeschlossen waren. Über eine Weichenverbindung waren die Gleise direkt mit der Verbindungskurve Gleis 15 verbunden. Westlich des Empfangsgebäudes lagen weitere Nebengleise.

### Empfangsgebäude
Das nach 1945 neu gebaute Empfangsgebäude mit einer Grundfläche von 550 Quadratmetern liegt zwischen den Gleisen der Berliner und Frankfurter Seite. Das Bauwerk, in dem noch einige Räume als Diensträume der Niederbarnimer Eisenbahn genutzt werden, wurde am 20. Juni 2014 versteigert.

### Fußgängerbrücke
Der Zugang war von zwei Seiten möglich. Westlich vom Empfangsgebäude führte der Bahnhofsweg ab. Für Fußgänger bestand eine Brücke über die Gleise der Frankfurter Seite. Eine erste Brücke bestand bereits vor dem Zweiten Weltkrieg, war aber nach 1945 auf Grund der Beschädigungen gesperrt. Mitte der 1950er Jahre wurde sie durch einen Neubau ersetzt. Bei einem Unfall im Jahr 1987 wurde der Überbau so stark beschädigt, dass sie durch eine Balkenbrücke ersetzt werden musste.

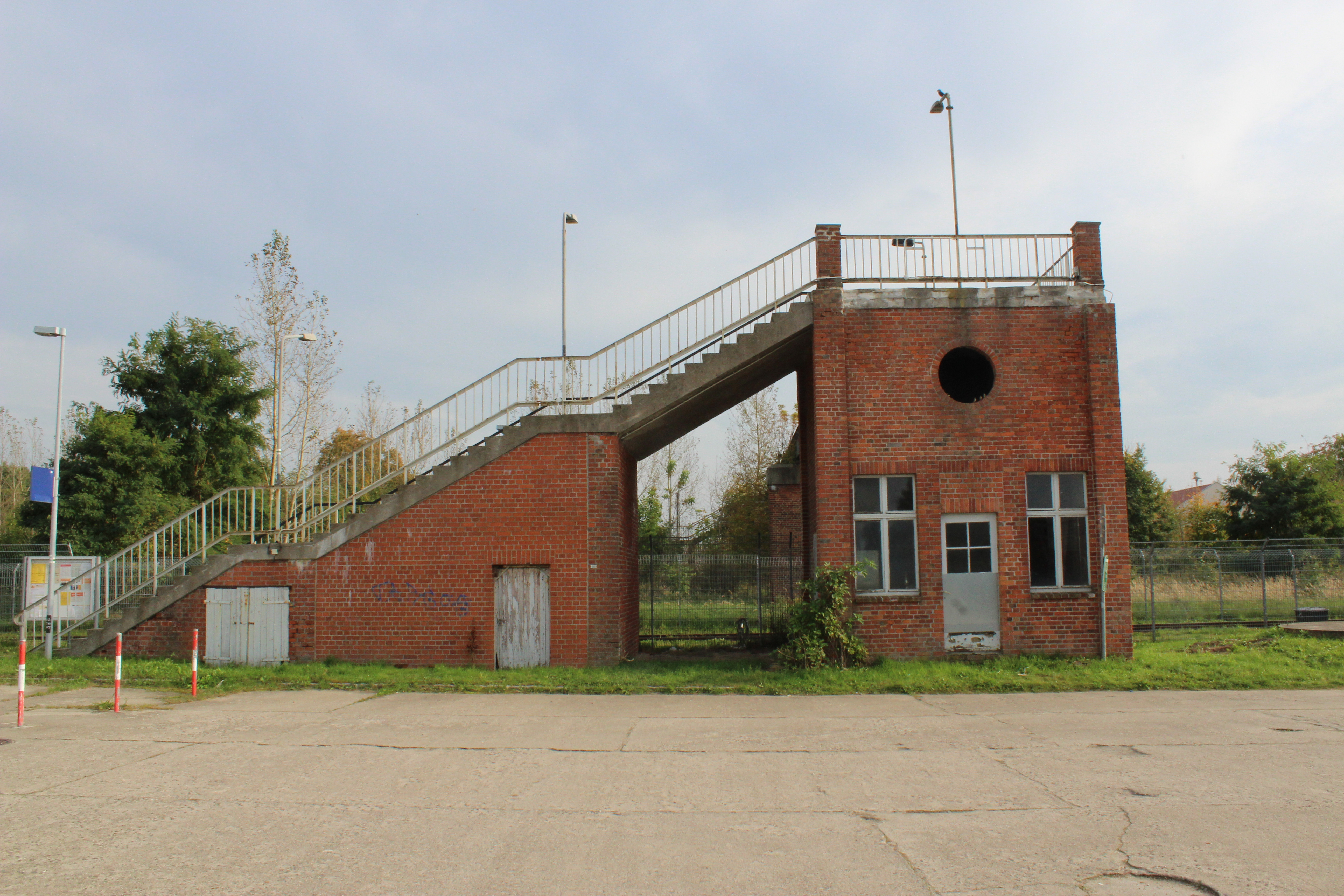
Fußgängerbrücke (2017)

### Stellwerke

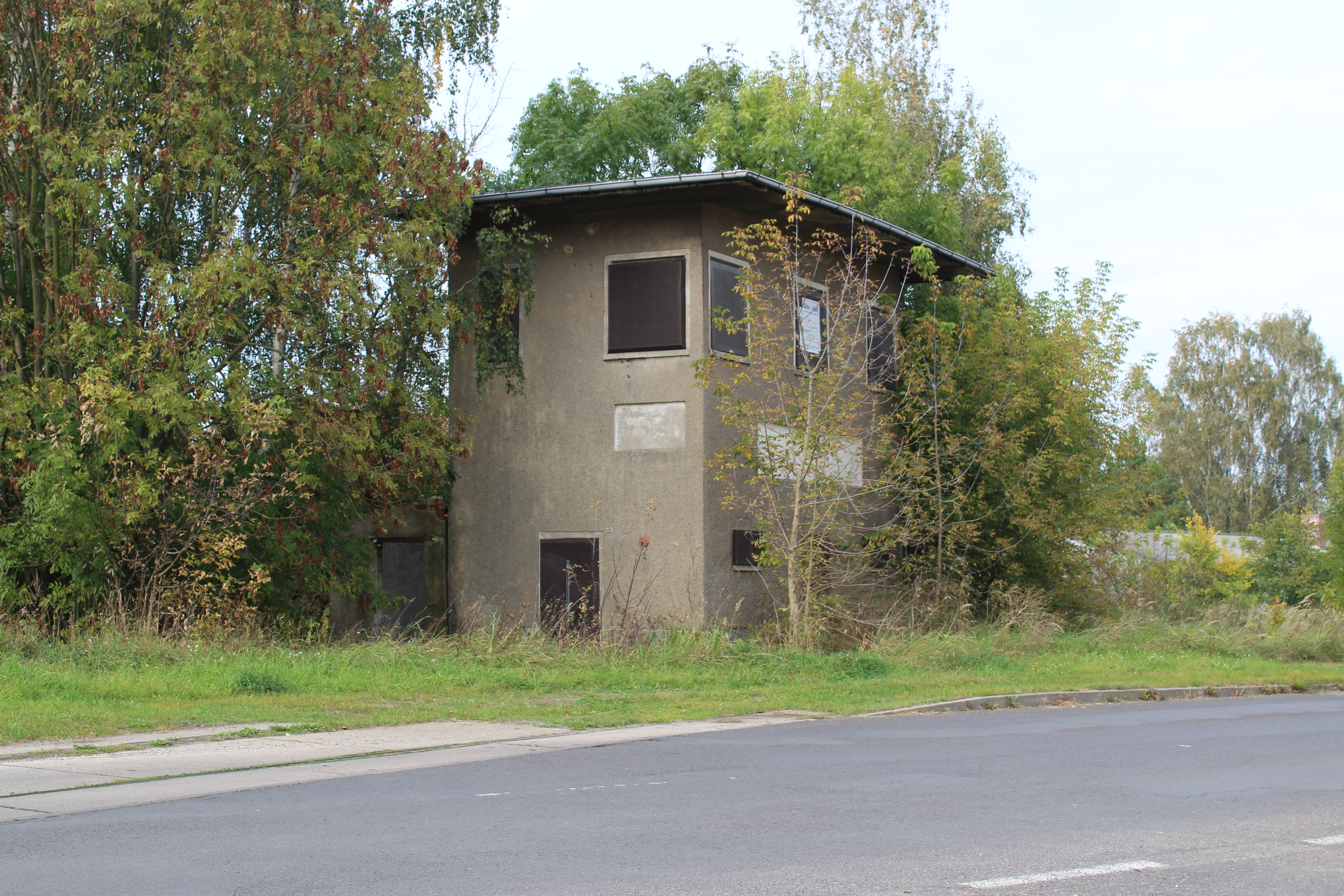
Ehemaliges Stellwerk Kst (2017)

Der Bahnhof verfügte vor dem Zweiten Weltkrieg über drei mechanische Stellwerke der Bauart Einheit. Das Befehlsstellwerk Ky (nach 1950 B5) des Fahrdienstleiters stand nördlich der Trennung der Frankfurter von der Berliner Strecke. Das Wärterstellwerk Kwt (nach 1950 W4) war an der alten Einfahrt aus Berlin westlich des Schwarzen Wegs gelegen, das zweite Wärterstellwerk Kst stand am Bahnhofsweg in Höhe der alten Einfahrt aus Frankfurt (Oder). Im Bahnhof Küstrin Altstadt gab es zwei elektromechanische Stellwerke der Bauart Siemens & Halske 1912 (nach 1950 W6 und W7).
Mit dem Ausbau des Bahnhofs Anfang der 1950er Jahre ließ die Deutsche Reichsbahn drei weitere mechanische Stellwerke errichten. Das Stellwerk W1 entstand an der neuen Einfahrt aus Berlin, die für den Bau der Verbindungsgleise 15 und 16 nach Westen vorgezogen wurde. Stellwerk W2 errichtete man an der Einfädelung von Gleis 16 in die Strecke nach Frankfurt (Oder), die Einfahrt wurde hier ebenfalls nach Süden verlegt. Stellwerk W3 stand gegenüber von Kst an der Frankfurter Strecke und war zunächst für die Anbindung der Übergabegleise 23 bis 26 zuständig. Da die technischen Möglichkeiten infolge der Zerstörungen und zu erbringenden Reparationsleistungen nur gering waren, wurden die drei Neubauten mit Schlüsselwerken ausgestattet. Die meisten Weichen mussten vor Ort von Hand gestellt werden. Über diverse Schlüssel wurden diese dann verschlossen, womit die erforderliche Fahrstraße freigegeben wurde. Durch das aufwändige Verfahren konnte die Signalabhängigkeit weiterhin gewährleistet werden. Stellwerk W6 erhielt mit dem Umbau einen neuen Stellbereich an der Ausfahrt nach Polen, zusammen mit W7 unterstanden die beiden Stellwerke ebenfalls dem Befehlsstellwerk B5. Zwischen den Stellwerken B5 und W4 gab es zudem noch den Handweichenbezirk W8.
Nach der Stilllegung der Frankfurter Strecke wurden diese und die Verbindungskurve abgebaut. Die Stellwerke W2 und W4 wurden in der Folgezeit geschlossen, Kst war in den 1960er Jahren aufgegeben worden und diente nun dem Zoll, zu W7 liegen keine Informationen vor. Die verbliebenen vier Stellwerke wurden am 4. November 2006 durch das elektronische Stellwerk Kf von Siemens ersetzt. Der benachbarte Bahnhof Gorgast ist seit der Inbetriebnahme ebenfalls an das ESTW angeschlossen. Bis Dezember 2011 wurden die Betriebsstellen Werbig, Seelow-Gusow, Trebnitz (Mark), Müncheberg (Mark) und Rehfelde an der Ostbahn sowie der Bahnhof Seelow (Mark) an der Strecke Eberswalde Hbf – Werbig – Frankfurt (Oder) an das ESTW angeschlossen.

## Anbindung

### Regionalzugverkehr
Trotz seiner Lage an zwei wichtigen Hauptbahnen war Küstrin-Kietz kein bedeutender Fernverkehrshalt. Die Fahrpläne von 1914 und 1939 geben für die Strecken nach Berlin und Frankfurt (Oder) täglich etwa elf Zugpaare an. Während die Frankfurter Züge überwiegend zwischen Küstrin Neustadt Hbf und Frankfurt (Oder) pendelten, verkehrten die Berliner Züge bis Küstrin Neustadt Hbf, Landsberg (Warthe) oder Schneidemühl. Eil- und D-Züge fuhren ohne Halt durch.
Nach der Wiederinbetriebnahme der Frankfurter Strecke im Jahr 1950 pendelten auf dieser zunächst drei, später fünf Zugpaare. Ab den 1960er Jahren waren auf vier Zugpaaren Leichtverbrennungstriebwagen der Baureihe VT 209 im Einsatz. In Richtung Berlin endeten die Züge in der Regel in Strausberg, wo Anschluss an die Berliner S-Bahn bestand. Die Umläufe beider Kursbuchstrecken waren in der Regel gekoppelt.
Ab 1992 verkehrten die ersten Personenzüge planmäßig nach Kostrzyn, das Angebot wurde vertaktet und die Verbindungen als Linien RB 26 (nach Berlin) beziehungsweise RB 62 (nach Frankfurt) geführt. Anstelle der Leichtverbrennungstriebwagen setzte die Deutsche Bahn künftig Dieseltriebwagen der Baureihe 628 ein. Wenige Jahre darauf stellte sie den Personenverkehr auf der Strecke nach Frankfurt ein, der Güterverkehr folgte kurze Zeit darauf. Im Dezember 2006 übernahm die Niederbarnimer Eisenbahn (NEB) den Personenverkehr auf der Linie RB 26. Seit einigen Jahren werden zwei tägliche Zugpaare bis nach Gorzów Wielkopolski verlängert.
| Linie                    | Linienverlauf | Takt (min) | EVU                      |
| ------------------------ | --- | ---------- | ------------------------ |
| RB 26                    | (Berlin Ostkreuz –) Berlin-Lichtenberg – Berlin-Mahlsdorf – Strausberg – Müncheberg (Mark) – Seelow-Gusow – Werbig – Küstrin-Kietz – Kostrzyn (– Gorzów Wielkopolski) | 60         | Niederbarnimer Eisenbahn |
| Stand: 10. Dezember 2023 | |            |                          |

### Busverkehr
Die Buslinien 956 und 969 der Märkisch-Oderland Bus binden den Bahnhof Küstrin-Kietz mit der umliegenden Region an. Sie verkehren meist im ungefähren Zwei-Stunden-Takt, nachmittags existieren auch einzelne Verdichter zum Stundentakt. Am Wochenende existiert nur ein ungefährer Vier-Stunden-Takt.
| Linie | Verlauf                                                                  |
| ----- | ------------------------------------------------------------------------ |
| 956   | Seelow – Werbig – Golzow – Manschnow – Küstrin-Kietz – Letschin          |
| 969   | Seelow – Hackenow – Manschnow – Küstrin-Kietz – Lebus – Frankfurt (Oder) |